# Comuna Augustów
Comuna Augustów este o comună (în poloneză: gmina) rurală în powiat Augustów, voievodatul Podlasia, Polonia.
Comuna acoperă o suprafață de 266,52 km² și are, potrivit datelor din anul 2006, o populație de 6.675.